# Фишер, Анни
А́нни Фи́шер (венг. Fischer Annie; 5 июля 1914, Будапешт — 10 апреля 1995, там же) — венгерская пианистка еврейского происхождения. Прославилась своей выразительной игрой, живым, «говорящим» звуком, яркой фразировкой и изысканным вкусом.

## Биография
Дебютировала в девять лет (в конце 1923 года), исполнив последние две части Первого концерта Бетховена. Училась в листовской академии у А. Секея и Э. Донаньи. Первое международное выступление Анни состоялось в 1928 году в возрасте 14 лет в Цюрихе. Выиграла 1-й международный конкурс имени Ференца Листа в 1933 году. В 1940 г., когда Венгрия примкнула к странам оси, вместе с мужем бежала в Швецию, вернулась в Будапешт в 1946 году. Преподавала в Музыкальной академии Ференца Листа, с 1965 г. — профессор.
Концертировала с 1926 г. Зрители всегда восторженно принимали пианистку за её непосредственность и выразительное прочтение всего, что она исполняла, часто сравнивая её игру с рихтеровской. Основой репертуара Фишер были Моцарт, Бетховен, Шуберт и Шуман, но она добавляла к ним произведения Листа, Бартока, Кодай и других своих соотечественников. Гастролировала в странах Европы, США, СССР (1953), Канаде (1961). Гастролируя в Советском Союзе, она посетила Москву, Ленинград, Львов, Баку, Тбилиси и другие города.
Категорически отказывалась выпускать записи, сделанные во время её концертов, ссылаясь на их несовершенство. С другой стороны, записываться в студии также не хотела, объясняя это тем, что любая интерпретация, созданная в отсутствие живой аудитории, будет неминуемо искусственной. Тем не менее, начиная с 1977 года потратила  15 лет на работу в студиях, работая над записью всех сонат Бетховена — цикла, который так и не был выпущен при её жизни. Эта работа получила высокую оценку среди ценителей классической музыки.
Похоронена в Будапеште на кладбище Фаркашрети.

### Семья
Муж (с 1937) — Аладар Тот (1898—1968), музыковед, критик.

## Отзывы
По мнению советских музыковедов Я. Платека и Л. Григорьева, «при всём разнообразии её интерпретаций, их объединяет мощный жизнеутверждающий, оптимистический тонус. Это не значит, что Анни Фишер чужд драматизм, острые конфликты, глубокие переживания. Наоборот, именно в музыке, полной романтического подъёма и больших страстей, до конца раскрывается её талант. Но при этом в игре артистки неизменно присутствует активное, волевое, организующее начало, некий „положительный заряд“, который несёт с собой её индивидуальность».

## Награды и признание
- премия имени Кошута (1949, 1955, 1965)
- Орден Трудового Красного Знамени (1974)
- Орден Заслуг (1994).

## Память
В апреле 2014 г. в Будапештской опере состоялся концерт, посвящённый 100-летию со дня рождения Анни Фишер.